# Апухтин, Николай Александрович (артист балета)
Никола́й Алекса́ндрович Апу́хтин (укр. Микола Олександрович Апухтін; 20 мая 1924, Ташкент, Узбекистан — 10 ноября 1996, Киев, Украина) — советский и украинский артист балета и педагог, солист Киевского театра оперы и балета Украины в 1945—1966 годах. Народный артист Украинской ССР (1960).

## Биография
Николай Апухтин родился 20 мая 1924 года в Ташкенте (Узбекистан).
В 1934—1942 годах учился в Московском, затем в Ленинградском хореографическом училище.
В 1945—1966 годах — артист Киевского академического театра оперы и балета Украины им. Т. Шевченко. Был классическим танцовщиком лирико-романтического плана. Среди исполненных партий: Зигфрид, Дезире, Лукаш, Базиль, Альберт, Спартак, Феб, Гирей, Конрад, Мензер, Данила, Степан, Софрон. Особенно отличался в дуэтном танце: «История украинского балета знает немало прекрасных танцевальных дуэтов, среди которых — дуэт Апухтина и Лидии Герасимчук».
В 1951—1971 годах преподавал в Киевском хореографическом училище. В 1971—1975 был педагогом Берлинской балетной школы. В 1972—1978 и 1981—1996 годах — педагог-репетитор Ансамбля танца Украины им. П. Вирского.
В 1978—1981 годах был художественным руководителем ансамбля народного танца Дворца культуры «Большевик» (Киев). В 1981—1984 годах — балетмейстер-репетитор Киевского театра эстрады.